# Tom Sas
Tom Sas (30 september 2003) is een Nederlands voetballer die als verdediger voor Kozakken Boys speelt.

## Carrière
Tom Sas speelde in de jeugd van VV Geldrop, waar hij in het seizoen 2021/22 in het eerste elftal speelde. Na een stage bij FC Eindhoven maakte hij in 2022 de overstap naar deze profclub. Hier begon hij in eerste instantie in het onder-21-elftal begon. In 2023 werd hij doorgeschoven naar het eerste elftal. Hij debuteerde in het betaald voetbal op 13 augustus 2023, in de met 1-1 gelijkgespeelde thuiswedstrijd tegen Willem II. Hij begon in de basis en werd in de 76e minuut vervangen door Tibo Persyn. Hij speelde enkele wedstrijden, voor hij in de winterstop werd teruggezet naar het beloftenteam. Na de winterstop keerde hij toch weer terug in het eerste elftal. In totaal speelde hij twaalf wedstrijden voor Eindhoven in de Eerste divisie. In 2024 maakte Sas de overstap naar Kozakken Boys.

### Statistieken
| Seizoen                       | Club           | Land           | Competitie      | Competitie | Competitie | Beker | Beker | Totaal | Totaal |
| Seizoen                       | Club           | Land           | Competitie      | Wed.       | Dlp.       | Wed.  | Dlp.  | Wed.   | Dlp.   |
| ----------------------------- | -------------- | -------------- | --------------- | ---------- | ---------- | ----- | ----- | ------ | ------ |
| 2023/24                       | FC Eindhoven   | Nederland      | Eerste divisie  | 12         | 0          | 0     | 0     | 12     | 0      |
| 2024/25                       | Kozakken Boys  | Nederland      | Derde divisie B | 16         | 0          | 1     | 0     | 17     | 0      |
| Carrièretotaal                | Carrièretotaal | Carrièretotaal | Carrièretotaal  | 28         | 0          | 1     | 0     | 29     | 0      |
| Bijgewerkt op 13 januari 2025 |                |                |                 |            |            |       |       |        |        |